# Udmurtische Sprache
Die udmurtische Sprache (älter auch wotjakische Sprache; Selbstbezeichnung удмурт кыл – udmurt kyl) gehört zum permischen Zweig der finno-ugrischen Sprachen und wird in Udmurtien im westlichen Uralgebiet von etwa 464.000 Menschen, den Udmurten, gesprochen. Die Selbstbezeichnung Udmurt geht wahrscheinlich zurück auf ein Wort, das „Wiesenmensch“ bedeutete.
Man unterscheidet vier Dialektgruppen des Udmurtischen, den südlichen, nördlichen, peripher-südlichen und den Bessermjanski-Dialekt (auch Wessermjanski), wobei die Hochsprache sich an den südlichen und nördlichen Dialekten orientiert. Die Sprache ist nah verwandt mit der Komi-Sprache.
Udmurtisch ist eine agglutinierende Sprache mit flektierenden Elementen. Sie hat 15 Fälle und kennt kein grammatisches Geschlecht.

## Verbreitung
Das Udmurtische ist vom Aussterben bedroht. Von den etwa 637.000 Udmurten sprachen 2002 rund 72 % Udmurtisch als Muttersprache, während dieser Anteil 1989 noch bei 77 % lag. In Kasachstan sprechen etwa 15.000 Menschen Udmurtisch. Die Sprecher sind vor allem ältere Leute und Bewohner ländlicher Gebiete. In der Hauptstadt Udmurtiens, Ischewsk, ist es einfacher, Menschen zu finden, die des Englischen mächtig sind, als Sprecher von Udmurtisch. 

### Geschichte
In den 1920er Jahren wurde eine Schriftsprache und eine udmurtische Literatur geschaffen. Aschaltschi Oki schrieb udmurtische Gedichte, übersetzte Werke Alexander Puschkins und Heinrich Heines ins Udmurtische und schrieb Erzählungen für Kinder. Die Sprachförderung ging jedoch Ende der 1930er Jahre zurück. Heute gibt es unter den jüngeren Udmurten Enthusiasten, die versuchen, den Niedergang der Sprache zu bremsen. Mit diesem Ziel wurde der russische Beitrag zum Eurovision Song Contest 2012 in Baku, Party for Everybody, von der udmurtischen Frauengesangsgruppe Buranowskije Babuschki teilweise auf Udmurtisch gesungen.
Von großer Bedeutung für das sprachliche Selbstbewusstsein und die weitere Entwicklung des Udmurtischen als Schriftsprache war die erste vollständigen Bibelübersetzung ins Udmurtische im Jahre 2013.

## Alphabet
Im 18. Jahrhundert wurde das udmurtische Alphabet auf Grundlage des kyrillischen Alphabets entwickelt:
| А а  | Б б        | В в        | Г г        | Д д        | Е е               | Ё ё         | Ж ж         | Ӝ ӝ         | З з        |
| ---- | ---------- | ---------- | ---------- | ---------- | ----------------- | ----------- | ----------- | ----------- | ---------- |
| [⁠a⁠]  | [⁠b⁠]        | [⁠v⁠]        | [⁠ɡ⁠]        | [⁠d⁠], [dʲ]1 | [ʲe]3, [je], [⁠e⁠]2 | [ʲo]3, [jo] | [⁠ʒ⁠]         | [⁠d͡ʒ⁠]        | [⁠z⁠], [zʲ]1 |
| Ӟ ӟ  | И и        | Ӥ ӥ        | Й й        | К к        | Л л               | М м         | Н н         | О о         | Ӧ ӧ        |
| [d͡ʑ] | [ʲi]3, [⁠i⁠] | [⁠i⁠]        | [⁠j⁠], [-ĭ]  | [⁠k⁠]        | [⁠l⁠], [lʲ]1        | [⁠m⁠]         | [⁠n⁠], [nʲ]1  | [⁠o⁠]         | [⁠ʌ⁠]        |
| П п  | Р р        | С с        | Т т        | У у        | Ф ф2              | Х х2        | Ц ц2        | Ч ч         |            |
| [⁠p⁠]  | [⁠r⁠]        | [⁠s⁠], [sʲ]1 | [⁠t⁠], [tʲ]1 | [⁠u⁠]        | [⁠f⁠]               | [⁠x⁠]         | [⁠t͡s⁠]        | [t͡ɕ]        |            |
| Ӵ ӵ  | Ш ш        | Щ щ2       | Ъ ъ        | Ы ы        | Ь ь               | Э э         | Ю ю         | Я я         |            |
| [⁠t͡ʃ⁠] | [⁠ʃ⁠]        | [ɕ ~ ɕtʲ͡ɕ] | [(j)]4     | [ɨ~ə~ɯ]    | [⁠ʲ⁠]               | [⁠e⁠]         | [ʲu]3, [ju] | [ʲa]3, [ja] |            |

- 1 palatalisiert, wenn auf diese Konsonanten я, е, и, ё, ю oder ь folgen.
- 2 nur in Lehnwörtern oder Namen.
- 3 wirkt palatalisierend [ʲ] auf д, т, з, с, л und н.
- 4 stumm, wird benötigt, um palatalisierte Konsonanten ([dʲ tʲ zʲ sʲ lʲ nʲ]) von nicht palatalisierten Konsonanten zu unterscheiden, wenn auf diese [j] und Vokal folgen, zum Beispiel: [zʲo] und [zjo], geschrieben -зё- und -зъё-.

Vier der Buchstaben (Ӝ ӝ, Ӟ ӟ, Ӥ ӥ, Ӵ ӵ) kommen nur im udmurtischen Alphabet vor.

## Amtssprache der Republik Udmurtien
Obwohl Udmurtisch neben Russisch Amtssprache der Republik Udmurtien ist, erscheinen nur wenige Zeitungen und Zeitschriften in udmurtischer Sprache; udmurtische Radio- und Fernsehprogramme werden nur einige Stunden in der Woche ausgestrahlt. Da nur wenige Lehrer auf Udmurtisch unterrichten können und es an Lehrmaterialien wie Schulbüchern mangelt, wird Russisch mehr und mehr zur Unterrichtssprache. So haben nur etwa ein Drittel der udmurtischen Schulkinder in der Schule Unterricht in ihrer Muttersprache, überwiegend in ländlichen Regionen.
Seit 1947 war das Fach Udmurtisch in Ischewsk durch eine Abteilung in der philologischen Fakultät vertreten. Seit 1992 gibt es einen Lehrstuhl für Udmurtische Philologie an der Udmurtischen Staatlichen Universität, an dem Lehrer für Udmurtisch ausgebildet werden.